# Fritz Lietzau
Fritz Lietzau (ur. 11 listopada 1868 w Gdańsku, zm. po 1942) – gdański kupiec i przedsiębiorca, oraz dominikański urzędnik konsularny. 
Syn Johanna Amadeusa Victora (1839–1909), założyciela firmy optycznej Victor Lietzau (zał. 1863). Po ukończeniu Akademii Handlowej (Handelsakademie), praktykował w zawodzie kupca z branży optycznej, bankowej i handlowej w Paryżu i Londynie. Od 1909 wraz z bratem Johannem Gottliebem Lietzauem (1866–1914) współwłaściciel firmy (Victor Lietzau Opt.-mech.-werkstatt und elektr.-fabrik), i jej kierownik. W 1925 wycofał się z udziałów w firmie, otwierając w Gdańsku nową o podobnym zakresie. Członek loży masońskiej Eugenia (1914–1933). Poseł gdańskiego Volkstagu z ramienia Niemieckiej Partii Narodowej (Deutschnationale Volkspartei) (1924–1928). Pełnił też funkcję konsula Dominikany w Gdańsku (1928-1939).